# پنجشنبه (شهر)
پنج‌شنبه (به ترکی استانبولی: Perşembe) شهری است در کشور ترکیه که در استان اردو واقع شده‌است. جمعیت این شهر بر اساس سرشماری سال ۲۰۰۸ میلادی ۹٬۹۴۳ نفر و بر اساس برآوردهای سال ۲۰۰۹ میلادی ۹٬۵۹۸ نفر می‌باشد.